# 詹姆斯·哈里森
詹姆斯·克里斯托弗·哈里森（英語：James Christopher Harrison，1936年12月27日—2025年2月17日），澳大利亚勋位奖章获得者，是一名澳大利亚的血浆捐献者。 由于他的血浆中含有一种特殊成分可用于治疗恒河猴病， 因而他被誉为“黄金手臂”。 詹姆斯·哈里森一生中共计参与1,173次献血，捐献至少已经挽救了240多万新生儿。  由于澳大利亚有一项禁止81岁以上人士献血的政策，因此在2018年5月11日，詹姆斯·哈里森进行了最后一次献血。

## 早年生活
詹姆斯·哈里森出生于1936年12月27日。 14岁的时候，哈里森接受了一次大手术，而在手术中他被输入了13公升（2.9英制加侖；3.4美制加侖）的血液。 术后他在床上休息了三个月，而就在他休息的这段时间里做出了一个决定。他决定从18岁时开始献血，因为18岁是澳大利亚规定的献血最小年龄。

## 立场观点
2007年，詹姆斯·哈里森批评澳大利亚政府向外国公司开放本国的血浆捐献。哈里森认为开放血浆捐献会打击本国献血者的积极性。该项开放政策源于澳大利亚与美国的自由贸易协定。

## 荣誉奖励
詹姆斯·哈里森在1999年6月7日被授予澳大利亚勋位奖章。 2011年，詹姆斯·哈里森被提名为“年度澳大利亚人奖”新南威尔士州地方英雄。